# Росс, Элизабет Фрэнсес Крейги
Элизабет Фрэнсес Крейги Росс (англ. Elizabeth Frances Craigie Ross; 1864 — 1947) — английская пианистка и композитор, одна из центральных фигур в музыкальной жизни города Борнмут в начале XX века.
Училась в Королевском колледже музыки и Королевской академии музыки. Пропагандировала английской публике малоизвестные для неё произведения, в том числе русской музыки: концертштюк Александра Гедике, Рапсодию на украинские темы Сергея Ляпунова. Выступала с Борнмутским муниципальным оркестром под руководством Дэна Годфри, который также вдохновил её и на собственное творчество: Крейги Росс опубликовала ряд маршей, как в фортепианной версии, так и в версии для оркестра, три из них вошли в репертуар Борнмутского оркестра.